# ChronoPay
 (octobre 2012).
ChronoPay est une entreprise russe spécialisée dans le traitement des paiements en ligne.
En 2011, c'était la plus grande de son industrie en Russie.

## Allégation de fraude
En mars 2011, elle a été accusée d'imposer des scarewares à ses clients.
D’après Brian Krebs, un chercheur spécialisé dans la sécurité informatique, le logiciel malveillant Mac Defender (en) a des liens avec le service de paiement en ligne russe ChronoPay : deux domaines infectant les utilisateurs, appledefence.com et appleprodefence.com, sont associés à cette entreprise et plus particulièrement à Alexandra Volkova, qui les a déposés. Il s’agit du contrôleur financier de ChronoPay.
Le 23 juin, la police russe a arrêté Pavel Wroblewski, cofondateur de ChronoPay. Même s'il n’a pas été appréhendé dans le cadre de Mac Defender (en), les variantes du virus ont mystérieusement cessé d’apparaître après cette date. Elle servait également de paravent à d’autres sociétés d’antivirus bidon et même d’officines de médicaments.